# 这个破世界的末日
《这个破世界的末日》（英語：The End of the F***ing World）是一部英国黑色喜剧电视剧，改编自查尔斯·福斯曼的同名漫画小说。这部由八集组成的电视剧于2017年10月24日在英国第四台首播，之后所有八集都在All 4上播出，本剧集与网飞合作制作，网飞于2018年1月5日在全球播出。该剧讲述了17岁的詹姆斯（亞歷克斯·勞瑟饰）和艾莉莎（潔西卡·巴登饰）的故事，詹姆斯自认为是个精神病態者，而艾莉莎则是詹姆斯叛逆的同学，她认为詹姆斯给了自己一个逃离混乱家庭生活的机会。
该片入围了2018年英国电影学院奖提名。

## 故事
起初，詹姆斯认为自己是名精神变态，他冷血无情热爱杀生，原本计划杀掉叛逆少女艾莉莎，但两人的合拍让他推迟了杀人计划，跟她一起离家出走开始了别样的旅行。

## 人物介绍
男主角詹姆斯由《解碼遊戲》男星亞歷克斯·勞瑟擔任，他性格沉默寡言，對凡事毫無感覺，更自認患有心理變態的青年。艾莉莎由《英國恐怖故事》女星潔西卡·巴登飾演，是一位討厭後父、缺乏家庭溫暖的焦躁女生，離開居住地，離家出走只為了尋親父。

## 剧集
| 季數 | 集数 | 集数 | 上線日期       | 上線日期       |
| ---- | ---- | ---- | -------------- | -------------- |
| 1    | 8    | 8    | 2017年10月24日 | 2017年10月24日 |
| 2    | 8    | 8    | 2019年11月4日  | 2019年11月4日  |

## 制作
该作改编自查尔斯·福斯曼的同名作品。并在2013年由Fantagraphics Books出版为图像小说。
第一部在2017年4月开始进行拍摄，第二部于2019年3月开始拍摄。

## 发行
第一部于2017年10月24日在英国第四台首播。此剧由网飞参与制作，并在2018年1月5日由其全球发行。第二部于2019年11月4日仍在此台首播。

## 评价
此剧在烂番茄上的好评率达到了91%。